# القيادة الوطنية الموحدة
القيادة الوطنية الموحدة هي إحدى الجهات التي شاركت في تنظيم الانتفاضة الفلسطينية الأولى بعد انطلاقها بفترة قصيرة، وهي بشكل أساسي فلسطينيون من داخل الضفة الغربية وقطاع غزة، أطلقت شعارات وبيانات شكلت الخطوط العامة للثورة الشعبية في الانتفاضة، من الأشياء التي دعت إليها القيادة الوطنية الموحدة «قاطعوا المنتجات الإسرائيلية» و«ازرع ارضك لك ولجارك»، وشاركت في تنسيق المدارس الشعبية التي كانت بديلا عن المدارس التي اغلقتها السلطات الإسرائيلية في تلك الفترة.

## النشأة
خلال شهر تقريبًا، كان كل فصيل في منظمة التحرير يتحرك بشكل منفصل. وبعد شهر تقريبا فكرت عدة فصائل، وبشكل مستقل في إنشاء قيادة موحدة بين فصائل منظمة التحرير. تتميز فكرة إنشاء القيادة الوطنية الموحدة بكونها لم تكن نابعة من مناقشات تمت على مستويات عالية من القيادة. أول منشور كان يدعو لإنشاء مثل هذه القيادة أصدرته حركة فتح من طرف واحد تحت توقيع القوة الوطنية الفلسطينية.
في 8 يناير صدر أول منشور للقيادة شارك في كتابته كل من عبد الله عوض وصلاح زهيقة وعودة الرنتيسي وسري نسيبة. تم طبع هذا المنشور عند الإخوة موسى وعلي درويش في إحدى ضواحي القدس.

## الصراع مع حركة تحرير فلسطين
منذ إنشائها وجدت القيادة نفسها مجبرة بالعمل في الخفاء من أجل التخفي من إسرائيل وكذلك من قادة حركة التحرير في منفى الذي كانوا يخشون من صعود قيادة سفلية تعوضهم في الأراضي المحتلة فقد كانوا يعتبرون أن القيادة الوكنية يجب أن تنفذ أوامرهم وتوجيهاتهم. كان ياسر عرفات يصر مثلا على يظهر اسم حركة التحرير إلى جانب توقيع القيادة في المناشير.
نشأ خلاف حول وضع القيادة، فقد كان عرفات يعرفه على أساس أنه مجرد ذراع لحركة التحرير في الأراضي المحتلة ويعني هذا أن القيادة مجرد أداة تنفيذية ليس لديها أي سلطة. لكن القيادة كانت ترفض هذا التعريف. حاول أستاذ مساعد من جامعة بيرزيت طرح تعريف وسط يقول بأن القيادة الوطنية الموحدة هي أحد أجهزة الحركة ولكن هذه الأخيرة رفضت هذا التعريف لأنه كان يعني أن لدى أعضاء قيادة سلطة وليس مجرد منفذي أوامر وفي هذا الوضع فإن القيادة تفقد استقلالها ولا يمكن أعضاؤها أن يقدموا أنفسهم كأبطال للانتفاضة. كما كان عرفات يرفض أي تضامن شعبي لصالحهم.
أما القيادة فقد فسرت وجهة نظرها من خلال أول منشورين لها: حركة تحرير فلسطين تضع الأهداف السياسية وتتصرف في الديبلوماسية الفلسطينية وعلى القيادة أن تنظم التحرك في الأراضي الفلسطينية وتقوم بوضع أهداف على المدى القصير. وبحسب هذا التعريف فإن القيادة بل تخضع لحركة التحرير وإنما تتقاسم المهام معها.

## عملها
خلال منتصف سنة 1987 وذلك قبل بدء الانتفاضة، اقترح فيصل الحسيني فكرة إنشاء قيادة مركزية من أجل قيادة لجان التنسيق ولكن الفكرة لم تتبلور بسبب إيقافه. كان البعض يراها كمنظمة قادرة على إعطاء الأوامر لمختلف الفصائل الموجودة في الأراضي الفلسطينية. أما حركة فتح فكانت تراها كتأكيد لإرادة ومطالب الشعب. اتفقت الفصائل في نهاية الأمر لإعطائها وظيفة قيادة الفلسطينيين في الأراضي المحتلة.
اقترحت الجبهة الديمقراطية لتحرير فلسطين إجراء انتاخبات سرية لانتخاب أعضائها لكن تم التخلي عن الفكرة لأنها كانت صعبة التنظيم. فقامت كل فصيل من الأربعة المكونيني لها بتسمية ممثل لها. لكل ممثل نفس الثقل والمكانة كما تم منح المنظمات الصغيرة كالحزب الشيوعي حق النقض. لم بكن للقيادة رئيس بل كان اللجوء إلى نظام تناوب ويقوم كل فصيل بقيادة أعضائها بطريقة منفصلة عن البقية.

## فرع غزة
بعد إنشاء القيادة الوطنية الموحدة في الضفة، قررت الجبهة الديمقراطية لتحرير فلسطين إنشاء قيادة مماثلة في قطاع غزة. بلور محمد لابادي الفكرة مع أخيه جمال زقوت، ناشط في الجبهة، الذي تحدث بدوره مع توفيق أبو خوصة. كان جمال يتخيل منظمة تجمع جميع الفصائل المتواجدة في قطاع غزة.
عرفت القيادة في غزة فب إحدة المنشورات عن نفسها بكونها ائتلاف موسع مكون من جميع القوى المنخرطة في حركة التحرير والناشطة في قطاع غزة وجميع القوي الوطنية والسياسية المعتمدة لبرنامج حركة تحرير فلسطين.
نظم أول اجتماع لها في بيت جمال زقوت. شرط حركة الجهاد الإسلامي في فلسطين انضمامه وضع اسمهم إلى جانب توقيع القيادة في المنشورات كما طلبوا بأن تبدأ المنشورات ب «بسم الله الرحمن الرحيم» لكن الحزب الشيوعي رفض الطلب الأخير لأن المنشورات كانت ذات طابع سياسي وليس ديني.
كان أعضاء القيادة عموما، ماعدا ممثلي الحزب الشيوعي، أصغر سنا من قيادة الضفة. لم تنجح القيادة في فرض وجودها في القطاع مثلما فعل فرع الضفة بالرغم من كون مناشيرها نفسها التي يقوم فرع الضفة بتوزيعها. بقي تأثير ضعيف ونجح جهاز الشاباك في تفكيك القيادة في منتصف شهر شباط (فبراير/فيفري) 1988 وكان جمال زقوت أول من أخضع لاستجواب لكنه رفض ادلاء أي معلومات وتم ترحيله إلى لبنان. تم نشر بعض المناشير لاحقا وكانت القيادة تعرف نفسها فيهم بأنها مجرد فرع بسيط للقيادة المركزة المتواجدة في القدس.

## مصدر
1. 1 2  انتفاضة
2. ↑  انتفاضة ص 250
3. ↑  انتفاضة ص 252